# Микко, Фредрик
Фре́дрик Ми́кко (швед. Fredrik Mikko; род. 12 января 1970, Лулео, Швеция) — шведский хоккеист, вратарь, хоккейный тренер.

## Биография
Родился в городе Лулео. Играл в одноимённом хоккейном клубе. В 21 год закончил карьеру.
С 1991 по 2001 годы работал тренером вратарей в детско-юношеских командах. С 2001 по 2018 годы тренировал вратарей в шведских профессиональных клубах и в юниорских сборных Швеции. В сезоне 2014/2015 работал тренером вратарей в челябинском «Тракторе».  
Достижения в качестве тренера: серебряный призер Швеции (2004/05), чемпион Швеции (2005/06), бронзовый призер чемпионата Швеции (2012/13), чемпион мира среди юниоров (U17, 2016-2017). 
С 1995 года живёт в Стокгольме. Имеет вторую профессию пожарного. Жена Сесилия, сын Маркус, 2000 г.р., центральный нападающий молодежной команды ХК «Спонга» и дочь Санна, 2003 г.р., вратарь юниорской команды ХК «Спонга».